# Hoàng mộc hôi
Hoàng mộc hôi hay còn gọi sẻn hôi, cóc hôi, vàng me, xong, mắc khén (tiếng Thái: มะแข่น) (danh pháp khoa học: Zanthoxylum rhetsa) là loài thực vật có hoa thuộc họ Rutaceae được mô tả khoa học bởi (Roxb.) DC. năm 1824.

## Mô tả
Mắc khén là loại cây gỗ nhỡ cao từ 14 - 18m, thân thẳng, vỏ có nhiều gai mọc, lá kép lông chim một lần lẻ, mép phiến lá có răng cưa, hoa mọc thành chùm màu xám trắng, mùa ra hoa tháng 6 - 7, quả chín tháng 10 - 11, quả hình tròn, hạt hình cầu khi chín màu đen óng. Hạt mắc khén (thực chất là vỏ quả; phần hạt đen ở bên trong thì không có mùi vị đặc biệt nên thậm chí có thể đãi bỏ không dùng) có vị cay và thơm, được sử dụng như một gia vị rất phổ biến của các dân tộc thiểu số ở Tây Bắc Việt Nam, (đặc biệt là người Thái) hoặc vùng thượng Lào, vùng Đông Bắc Thái Lan và Tây Song Bản Nạp (Trung Quốc).

## Phân bố và công năng
Đây là loài cây thường xanh, phân bố ở độ cao từ 500 đến 1500 m ở khắp vùng Indomalaya gồm Ấn Độ, Myanmar, Lào, Đông Bắc Thái Lan và Việt Nam.
Tại Việt Nam, mắc khén phân bố khá rộng ở vùng Tây Bắc, trong đó có nhiều ở tỉnh Sơn La, Lai Châu, Điện Biên. Đây là một loài cây đặc sản, có sản phẩm chính là hạt (quả) dùng làm gia vị). Hạt được ví như hồ tiêu của vùng Tây Bắc, tuy mùi vị không hoàn toàn giống hồ tiêu. Hạt mắc khén thơm ngon, cay tê đầu lưỡi, không thể thiếu được trong các món ăn hàng ngày của người dân thiểu số đặc biệt là người dân tộc Thái và người Isản (Thái Lan). Tuy nhiên sử dụng nhiều có thể gây đắng. Mắc khén mang nét đặc thù văn hóa, truyền thống bản địa, là linh hồn của các món ăn như thức chấm chẳm chéo, nam phrik; thịt động vật nướng (cá, gà, lợn, bò); tẩm ướp thịt sấy khô, gác bếp, hun khói (như thịt trâu, thịt bò, thịt lợn, cá gác bếp, lạp xưởng, xúc xích hun khói).
Hạt tươi đặc biệt thơm tuy nhiên để bảo quản lâu dài thường được phơi khô. Hạt được rang sơ cho thơm và giã/xay vụn trước khi sử dụng.

## Dược tính
Quả mắc khén chứa 0,24% alcaloid và tinh dầu, trong khi đó vỏ quả chứa d-terpinen, d-a-phellandren, 4-caren, b-pinen, d-a-dihydrocarvol, 4-terpinol và dl-carvotanacetone; ngoài ra có chất kháng khuẩn. Trong vỏ cây có 2 aecaloid là budrungain (0,0025%), budrungainin (0,005%); và lupeol.

## Hình ảnh

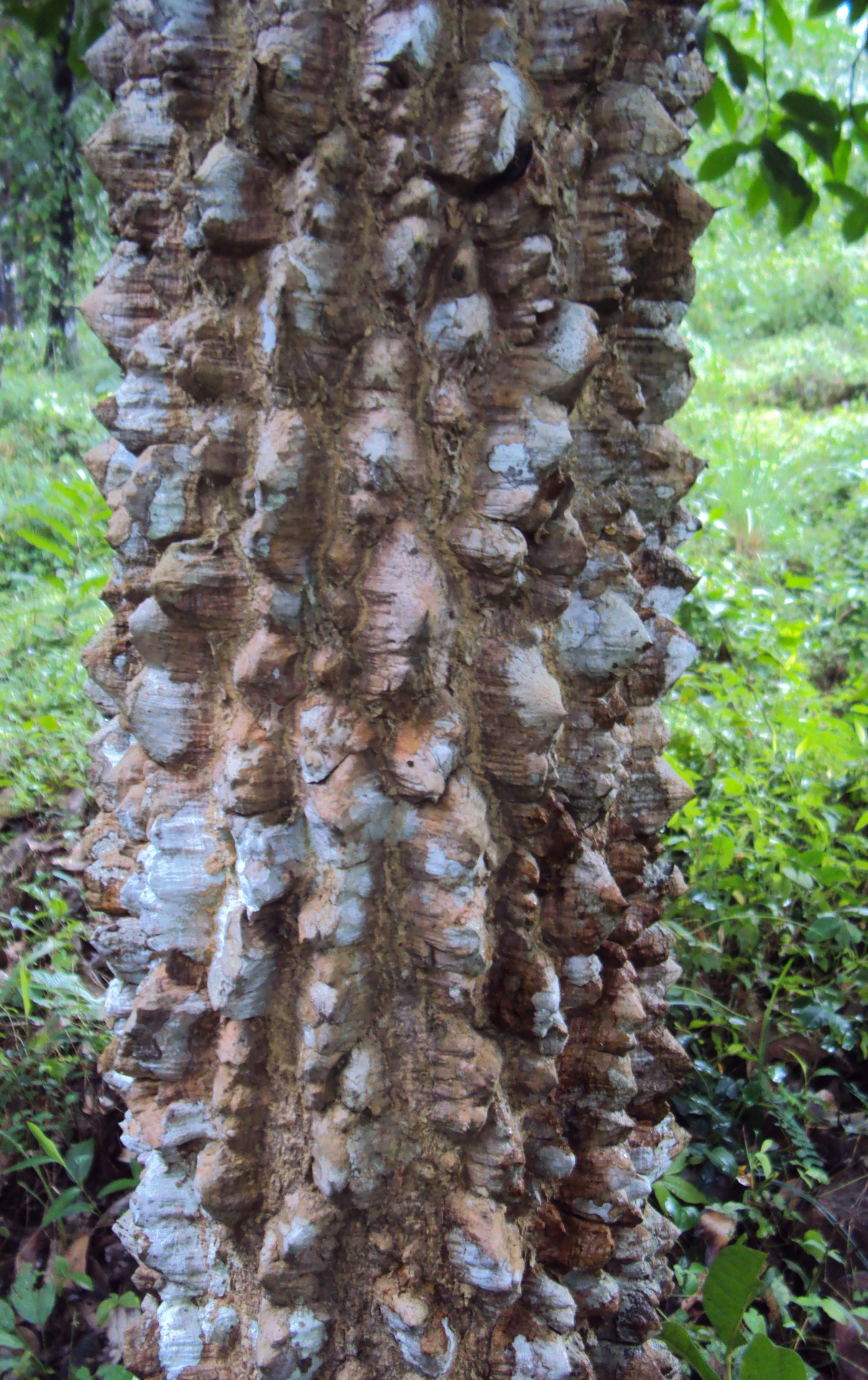
Thân cây mắc khén có nhiều gai
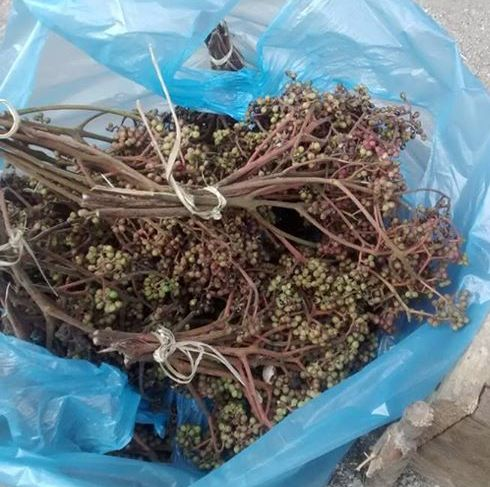
Chùm quả mắc khén tươi thu hái ở tỉnh Hòa Bình, Việt Nam
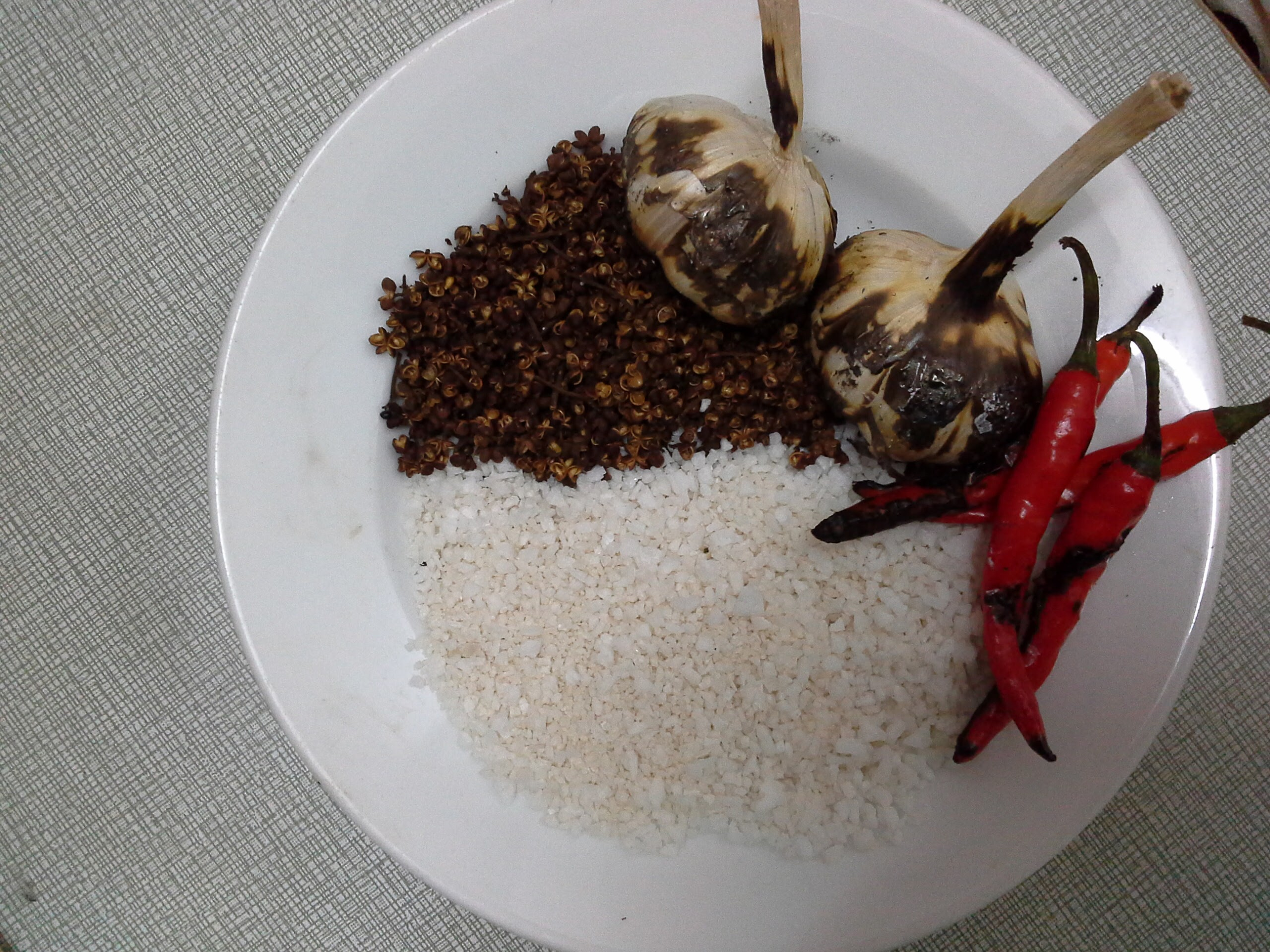
Nguyên liệu cơ bản của món chẩm chéo (muối và hạt mắc khén rang, tỏi khô và ớt tươi nướng)
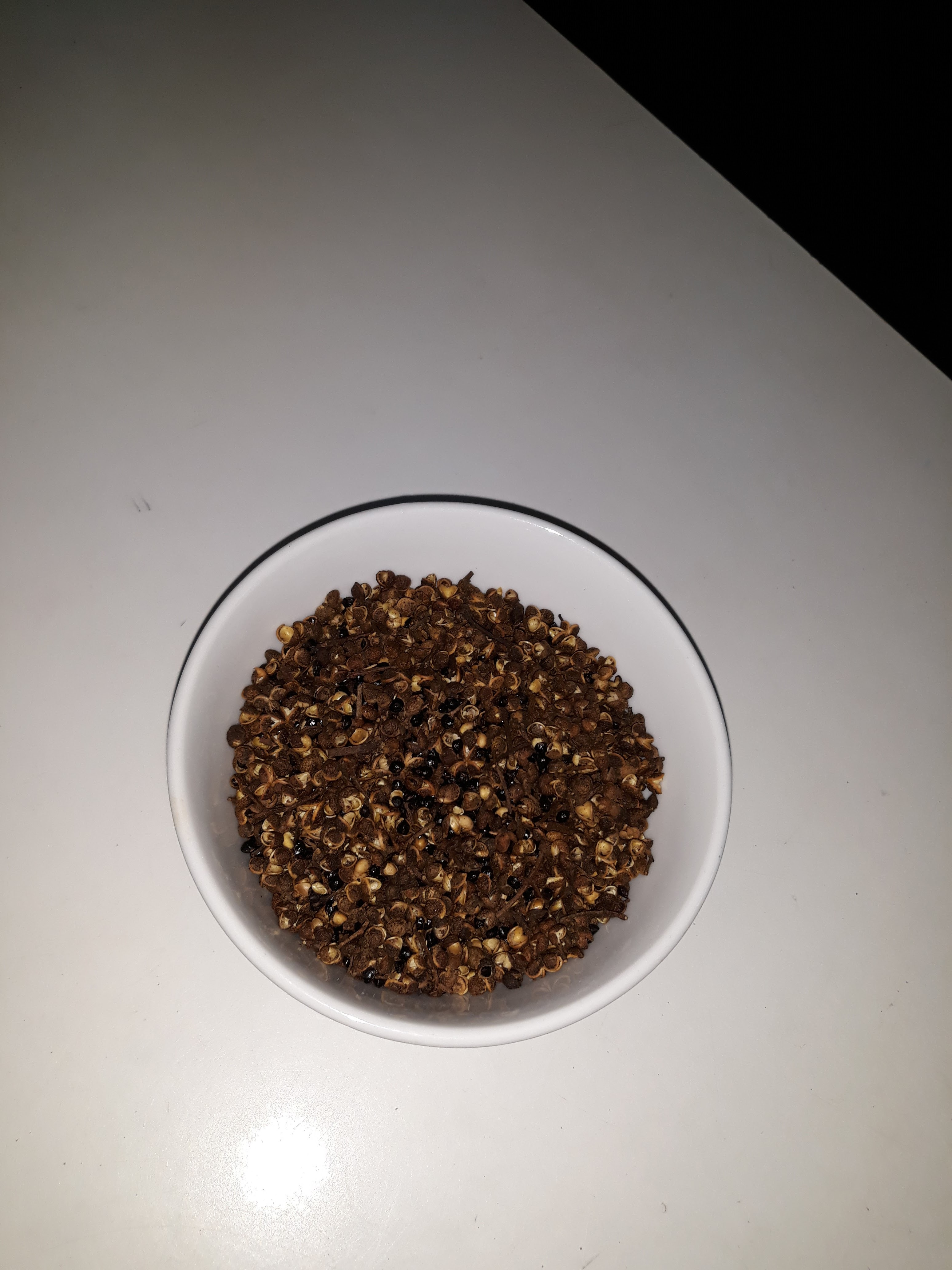
Quả mắc khén (thường được gọi là hạt mắc khén, dù hạt thực chất là phần màu đen bóng trong vỏ quả màu xám nâu) đã tuốt khỏi cành
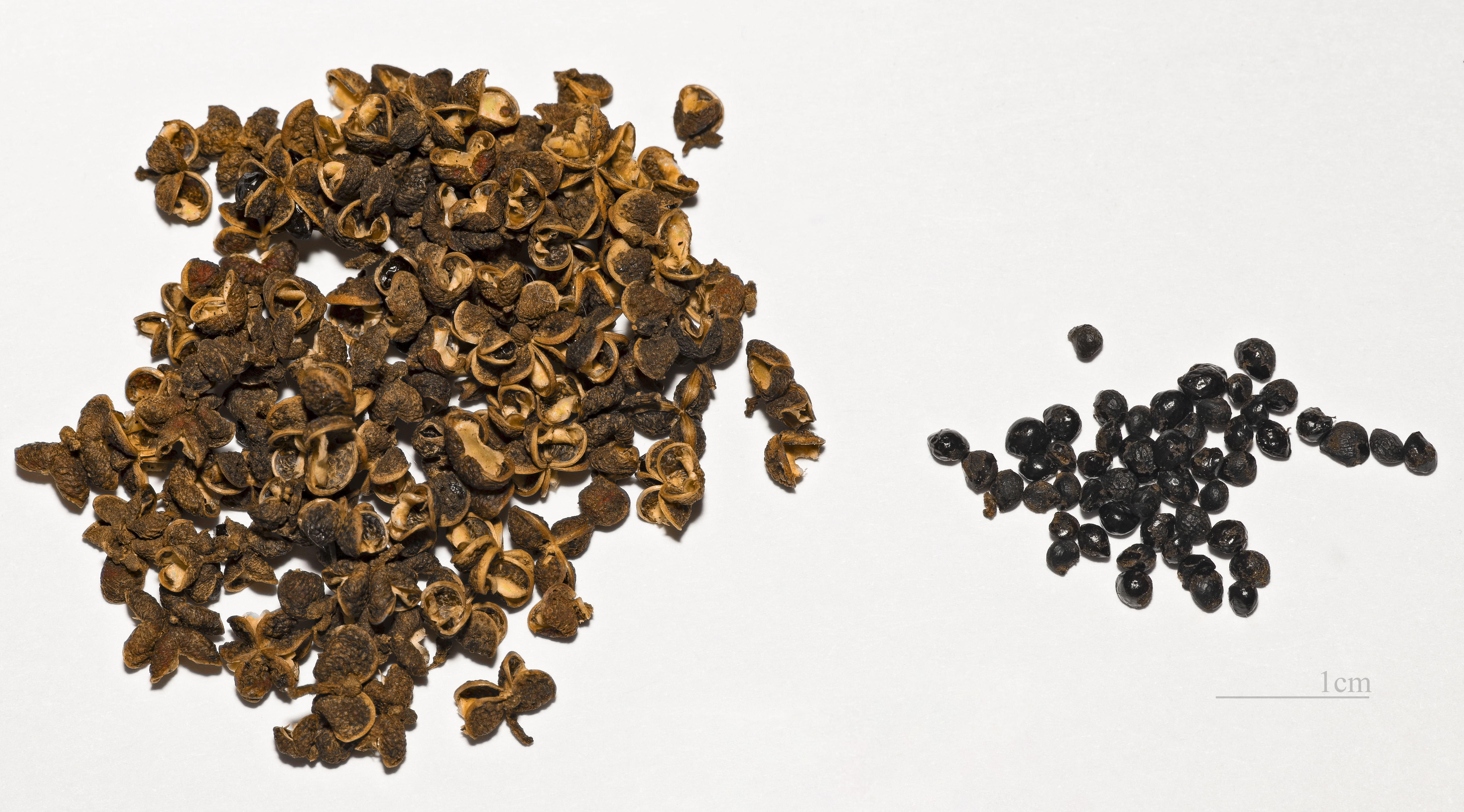
Zanthoxylum rhetsa